# ASA Roll-Bar
Der ASA Roll-Bar (auch nur Roll Bar ohne Bindestrich) war ein bei Autocostruzione gebauter Rennwagen für Langstreckenrennen. Nur eine kleine Anzahl dieser Fahrzeuge wurde bis zur Schließung des Herstellerbetriebs gefertigt. Die Autos hatten wenige Renneinsätze mit mäßigen Erfolgen.

## Geschichte
Trotz finanzieller Schwierigkeiten stellte ASA auf dem Genfer Auto-Salon 1966 den Roll-Bar vor. Ein als Langstreckenrennwagen konzipiertes Stufenheckcoupé mit Frontmotor. Es sollte für den europäischen Rennsport mit einem 1,3-Liter-Motor und für den US-amerikanischen Rennsport mit einem 1,8-Liter-Motor ausgestattet werden. Soweit bekannt wurden nur drei oder vier Coupés mit dem 1,3-Liter-Motor unter der Bezeichnung RB613 bis zur Schließung von ASA 1967 hergestellt.

## Rennsport
Die Roll-Bar Rennwagen hatten ihren ersten Auftritt beim 24-Stunden-Rennen von Le Mans 1966. Für diesen Wettkampf setzte das North American Racing Team einen ASA RB613, Startnummer 54, mit den Fahrern François Pasquier und Robert Mieusset ein und das ASA-Werksteam einen ASA RB613, mit der Fahrgestellnummer 21004 und der Startnummer 61, mit den Fahrern Ignazio Giunti und Spartaco Dini. Beide Fahrzeuge konnten das Rennen nicht erfolgreich beenden. Der Werkswagen fiel mit einem Kupplungsdefekt aus und der NART-Rennwagen hatte einen Unfall mit einem CD SP66.
1967 setzte das Ring-Free Oil Racing Team den Roll-Bar mit der Fahrgestellnummer 21004 beim 24-Stunden-Rennen von Daytona und beim 12-Stunden-Rennen von Sebring ein. Pilotiert wurde das Fahrzeug in beiden Rennen von Donnan Mae Mims und Suzi Dietrich. Während das Rennen in Daytona am 4./5. Februar 1967, Startnummer 96, nicht erfolgreich beendet werden konnte, erreichte das Team beim Rennen am 1. April 1967 in Sebring, Startnummer 63, den 25. Platz in der Gesamtwertung. Dieser Erfolg brachte dem Team wichtige internationale Punkte für eine mögliche Qualifikation für andere Rennen, wie z. B. Le Mans. Doch es wurden keine weiteren Rennen bestritten.

## Beschreibung des Fahrzeugs
Für den europäischen Markt wurde ein Sechszylinder-Reihenmotor mit drei Doppelvergasern und einem Hubraum von 1300 cm³ und für den Rennsport in den USA ein Vierzylinder-Reihenmotor mit zwei Doppelvergasern und 1800 cm³ entwickelt. Beide Motoren besaßen eine oben liegende Nockenwelle. Die Fahrzeuge hatten Hinterradantrieb und ein vollsynchronisiertes Fünfganggetriebe. Das Fahrgestell war eine Rohrrahmenkonstruktion mit Überrollbügel und hatte vorn Einzelradaufhängung und hinten eine Starrachse. Außerdem war es mit einer Vierradscheibenbremse ausgestattet. Das Stufenheckcoupé mit Targadach war aus Kunststoff und wurde von der Firma Carrozzeria Corbetta nach einem Design von Luigi Chinetti junior hergestellt. Das auf dem Genfer Auto-Salon und der Presse vorgeführte Coupé war als Sportwagen designt und verfügte, abgesehen vom Lufteinlass für den Kühler, über keine weiteren Luftein- oder -auslässe. Es war auch kein Schnelltankverschluss hinten rechts installiert, sondern es hatte einen konventionellen Tankstutzen mit Tankklappe. Für die Rennen wurde der Aufbau dahingehend verändert. Der Motor war vorn angeordnet. Das Fahrzeug hatte eine Linkslenkung und es wurde nur der Fahrersitz eingebaut.

## Fahrzeugbezeichnungen

### Roll-Bar
Eine einheitliche Schreibweise für Roll-Bar gab es nicht. In einer Pressemitteilung von 1966 wird Roll Bar ohne Bindestrich geschrieben, während auf Pressefotos aus der gleichen Zeit der Schriftzug Roll-Bar zu lesen ist. Der Name bezieht sich höchstwahrscheinlich auf den Überrollbügel. Allerdings ist Roll Bar im Englischen auch die Abkürzung für Anti Roll Bar, ein Teil der Achsaufhängung. Eine Aussage des Herstellers zum Namen konnte bisher nicht gefunden werden.

### RB613
RB613 steht für Roll Bar 6-Zylinder 1,3 Liter.

### RB418 und RB618
Offiziell hat es nie diese Bezeichnungen gegeben. Wenn es zur Fertigung des Rennwagens mit dem 1,8-Liter-Motor gekommen wäre, dann hätte er wohl RB418 geheißen (Roll Bar 4-Zylinder 1,8 Liter). In manchen Publikationen wird auch vom RB618 berichtet. Die Bezeichnung RB618 dürfte allerdings falsch sein, da sich die Sechs in der Bezeichnung auf die Zylinderzahl bezieht und der Motor nur vier Zylinder hatte.

## Technische Daten
| ASA Roll-Bar0               | ASA Roll-Bar0                                                                | ASA Roll-Bar0                                                                |                      |
| Typ                         | 1300 6 Zylinder (RB613)                                                      | 1800 4 Zylinder                                                              |                      |
| --------------------------- | ---------------------------------------------------------------------------- | ---------------------------------------------------------------------------- | -------------------- |
| Motor                       | Viertakt-Reihenmotor                                                         | Viertakt-Reihenmotor                                                         |                      |
| Zylinderanzahl              | 6                                                                            | 4                                                                            |                      |
| Hubraum                     | 1290 cm³                                                                     | 1756 cm³                                                                     |                      |
| Bohrung × Hub               | 69 × 57,5 mm                                                                 | 90 × 69 mm                                                                   |                      |
| Verdichtung                 | 10:1                                                                         | –                                                                            |                      |
| Leistung nach SAE bei 1/min | 124 PS (91,2 kW) bei 7000                                                    | 140 PS (103 kW) bei 6000                                                     |                      |
| Leistung nach DIN bei 1/min | 110 PS (80,9 kW) bei 7000                                                    | 125 PS (91,9 kW) bei 6000                                                    |                      |
| Gemischaufbereitung         | 3 Doppelvergaser                                                             | 2 Doppelvergaser                                                             |                      |
| Ventilsteuerung             | zentrale Nockenwelle                                                         | zentrale Nockenwelle                                                         | zentrale Nockenwelle |
| Getriebe                    | synchronisiertes 5-Gang-Getriebe                                             | synchronisiertes 5-Gang-Getriebe                                             |                      |
| Radaufhängung vorn          | Einzelradaufhängung                                                          | Einzelradaufhängung                                                          |                      |
| Radaufhängung hinten        | Starrachse                                                                   | Starrachse                                                                   |                      |
| Bremsen                     | Vierrad-Scheibenbremse                                                       | Vierrad-Scheibenbremse                                                       |                      |
| Karosserie                  | zweitüriges Coupé aus Kunststoff, Stufenheck, Targadach, ein Sitzplatz links | zweitüriges Coupé aus Kunststoff, Stufenheck, Targadach, ein Sitzplatz links |                      |
| Radstand                    | 2200 mm                                                                      | 2200 mm                                                                      |                      |
| Spurweite vorn              | 1267 mm                                                                      | 1267 mm                                                                      |                      |
| Spurweite hinten            | 1277 mm                                                                      | 1277 mm                                                                      |                      |
| Länge × Breite × Höhe       | 3920 × 1560 × 1200 mm                                                        | 3920 × 1560 × 1200 mm                                                        |                      |
| Leergewicht                 | 745 kg                                                                       | –                                                                            |                      |
| Reifen                      | 165 × 13                                                                     | 175 × 13                                                                     |                      |
| Tankinhalt                  | 60 l                                                                         | 60 l                                                                         |                      |
| Höchstgeschwindigkeit       | 200 km/h (Werksangabe)                                                       | 200 km/h (Werksangabe)                                                       |                      |

## 1800 cm³ Motor bei der Targa Florio 1966
Unbestätigten Informationen zufolge soll zu Testzwecken bei der Targa Florio 1966 ein 1,8-Liter-Motor im Rennwagen mit der Startnummer 202 eingesetzt worden sein. Diese Angabe wird jedoch durch eine andere Quelle nicht bestätigt und stattdessen der 1-Liter-Motor im ASA 411-Rennwagen mit dieser Startnummer angegeben.

## Trivia
Der RB613 mit der Fahrgestellnummer 21000 aus der Sammlung der Familie de Nora wurde am 10. Juni 2013 über das Auktionshaus Artcurial für 228.631 € versteigert. Auch der RB613 mit der Fahrgestellnummer 21004 wurde über das Auktionshaus Artcurial versteigert. Am 7. Juli 2012 wurden bei der Auktion ein Preis von 297.840 € erzielt.